# Kemčug
Kemčug, na horním toku Velký Kemčug (rusky Кемчуг, Большой Кемчуг) je řeka v Krasnojarském kraji v Rusku. Je 441 km dlouhá. Povodí má rozlohu 10 300 km².

## Průběh toku
Pramení na západním okraji Východního Sajanu. Na dolním toku teče v široké a místy bažinaté dolině. Je pravým přítokem řeky Čulym (povodí Obu). Největším přítokem je zprava Malý Kemčug.

## Vodní stav
Průměrný roční průtok vody u vesnice Surazovka činí přibližně 60 m³/s. Zamrzá v říjnu až v listopadu a rozmrzá v dubnu až v květnu.